# Stockholm Syndrome (låt)
Stockholm Syndrome är en låt av den engelska rockgruppen Muse från deras tredje album, Absolution. Låten visas också på Absolution live-DVD och släpptes som en nedladdning enbart från den officiella webbplatsen för Muse. Videon visas på CD-singeln "Time Is Running Out" och spelades in med hjälp av en värmekamera. En annan video gjordes till låten när den släpptes i USA.
I mars 2005  placerade Q magazine "Stockholm Syndrome" på nummer 44 i sin lista över de 100 Greatest Guitar Tracks.
Vid konserter, är denna låt ofta spelad i samband med "Plug In Baby" eftersom de två låtarna har liknande tempo. Ett exempel på detta är under den andra Wembleykonserten 2007. Men under The Resistance Tour har den här låten oftast kopplats ihop med den första delen av bandets Exogenesis Symphony på grund av liknande inställningar. Normalt i liveframträdanden kan den här låten följas upp med ett jam som kan hålla på i 5 minuter. Vid ett framträdande Muse gjorde vid SXSW Festival 2010, ändrade Matthew Bellamy  på slutrefrängen och lade till ett gnällande gitarrskrik och bytte ut ackord. Detta har de fortsatt med under 2010-perioden.
Den 8 maj 2008, släpptes låten som nedladdningsbart material (som en del av en Muse 3-sång pack) för spelet Guitar Hero III: Legends of Rock.